# Sant-Trifin
Sainte-Tréphine (en bretó Sant-Trifin) és un municipi francès, situat a la regió de Bretanya, al departament de Costes del Nord. L'any 1999 tenia 214 habitants.

## Demografia
| 1962                                       | 1968 | 1975 | 1982 | 1990 | 1999 |
| ------------------------------------------ | ---- | ---- | ---- | ---- | ---- |
| 404                                        | 364  | 334  | 301  | 223  | 214  |
| Des de 1962: població sense dobles comptes |      |      |      |      |      |

## Administració
| Període | Identitat        | Partit        |
| ------- | ---------------- | ------------- |
| 2001-   | Georges Galardon | Divers droite |

## Personatges il·lustres
- Yann-Fañch Kemener, cantant